# Mănăstirea Tawang
Mănăstirea Tawang, situată în orașul Tawang⁠(d), districtul Tawang⁠(d) din statul indian Arunachal Pradesh, este cea mai mare mănăstire din India și a doua ca mărime din lume, după Palatul Potala din Lhasa, Tibet. Este situată în valea râului Tawang, în apropiere de orășelul cu același nume⁠(d), din partea de nord-vest a statului Arunachal Pradesh, foarte aproape de frontiera cu Tibetul și cu Bhutanul.
Mănăstirea Tawang este cunoscută în tibetană ca Gaden Namgyal Lhatse, care se traduce prin „paradisul ceresc într-o noapte senină”. Ea a fost fondată de către Merak Lama Lodre Gyatso în 1680-1681 la cererea celui de al V-lea Dalai Lama⁠(d), Ngawang Lobsang Gyatso. Ea aparține școlii Gelug⁠(d) de budism Mahayana și era asociată religios mănăstirii Drepung⁠(d) din Lhasa, care a continuat în timpul perioadei de dominație britanică.
Mănăstirea are trei etaje. Este înconjurată de un zid de incintă de 282 m. În cadrul complexului există 65 de clădiri rezidențiale. Biblioteca mănăstirii are vechi scrieri valoroase, în principal, kangyur⁠(d) și tengyur⁠(d).

## Etimologia
Numele complet al mănăstirii este Tawang Galdan Namgye Lhatse. „Ta” înseamnă „cal”, „wang” înseamnă „ales”, și împreună, formează cuvântul „Tawang”, însemnând „loc ales de cal”. Mai departe, „Gadan” înseamnă "paradis", „Namgyal” înseamnă „ceresc” și „Lhatse” înseamnă „divin”. Astfel, sensul deplin al denumirii „Tawang Galdan Namgye Lhatse” este „locul ales de cal este divinul paradis ceresc”.

## Locație

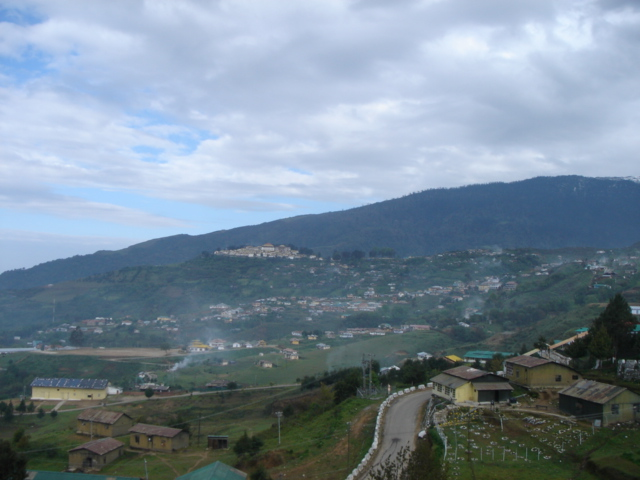
Vedere la distanță

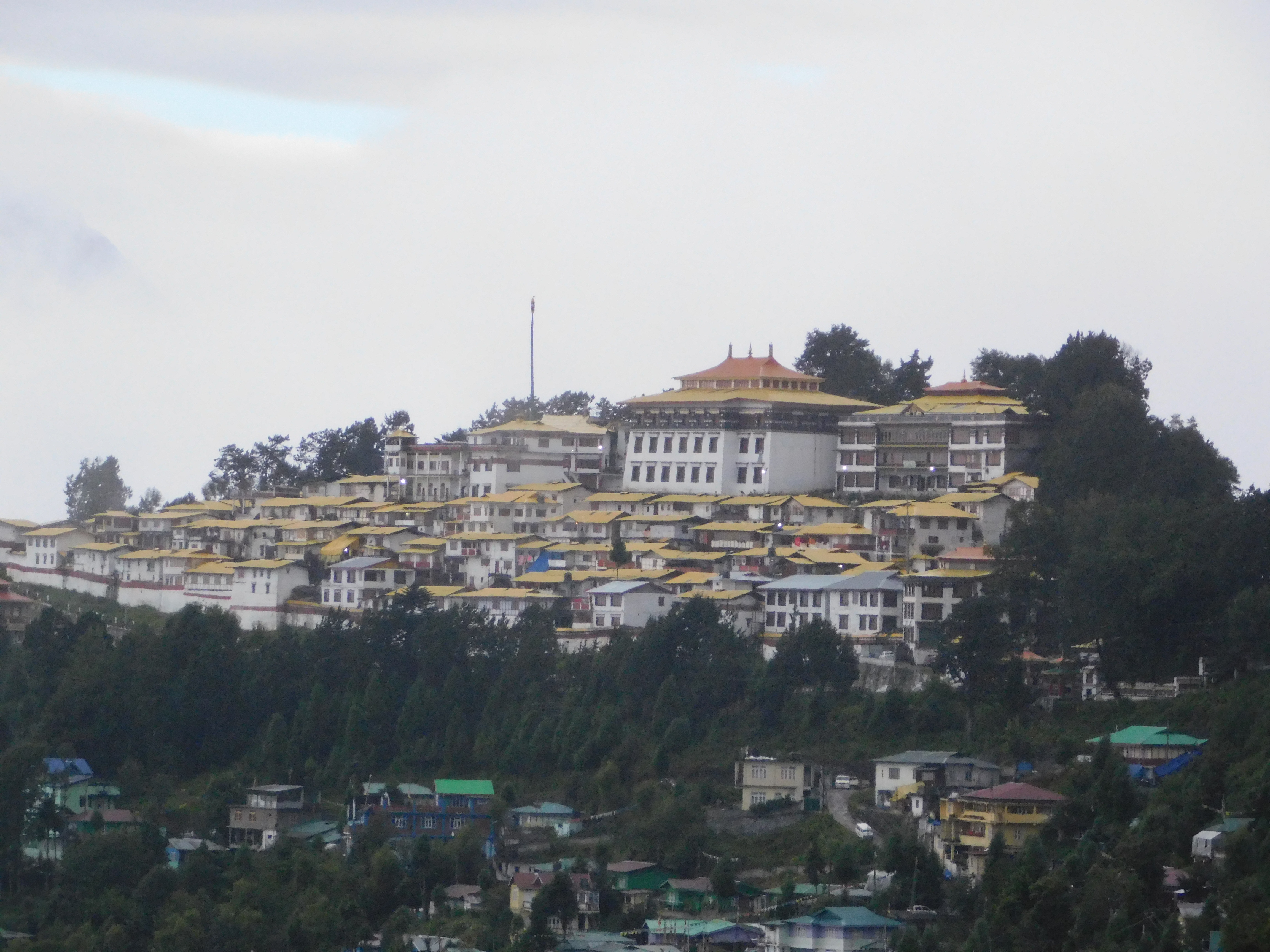
Vedere din Tawang

Manastirea este situată aproape de vârful unui munte, la o altitudine de aproximativ 3.000 m, cu o vedere panoramică asupra văii râului Tawang, care cuprinde munți acoperiți de zăpadă și păduri de conifere. Este mărginită pe flancurile de sud și de vest de abrupte ravene formate de torente, un pinten îngust la nord și o înclinație lină pe partea de est. În mănăstire se intră din direcția nord pe un pinten cu vegetație alpină.  Orașul Tawang, din apropiere, denumit după mănăstire, servește drept legătură cu rețelele rutieră, feroviară și aeriană. Bhalukpong, cel mai apropiat capăt de cale ferată, este la 280 km distanță. Aeroportul Tezpur este cel mai apropiat aeroport, la o distanță de 350 km.

## Legende

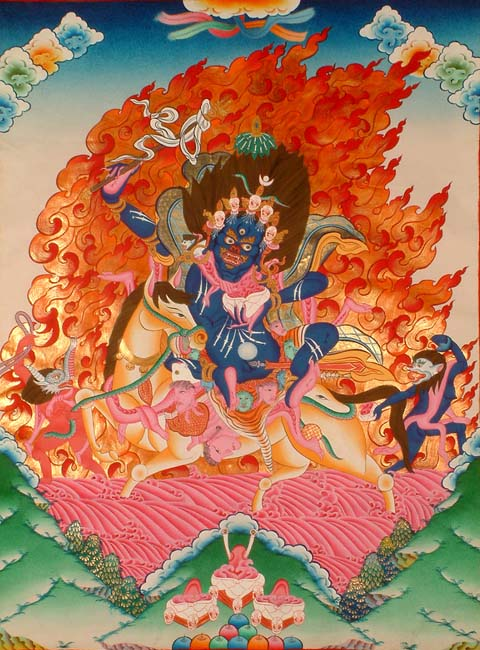
O înfățișând-o pe, divinitatea protectoare a mănăstirii

Despre înființarea mănăstirii există trei legende. În prima, se spune că locul actualei mănăstiri a fost ales de un cal care aparținea lui Merag Lama Lodre Gyatso, care era într-o misiune atribuită de către al V-lea Dalai Lama, de a înființa o mănăstire. După o intensă căutare, după ce nu a reușit să găsească un loc potrivit, el s-a retras într-o peșteră să se roage pentru intervenția divină în alegerea locului. Când a ieșit din peșteră, a constatat că îi lipsea calul. El a plecat în căutarea calului și în cele din urmă l-a găsit păscând pe partea de sus a unui munte numit Tana Mandekhang, care în trecut fusese palatul regelui Kala Wangpo. El a luat acest lucru drept bună îndrumare și semn divin și a hotărât să înființeze mănăstirea în acea locație. Cu ajutorul localnicilor, Mera Lama a înființat mănăstirea în acel loc în a doua parte a lui 1681.
A doua legendă despre numele Tawang este legată de Terton Pemalingpa, căutător de comori. În acest loc, se spune că el ar fi dat „inițieri” lui Tamdin și Kagyad, care de unde a rezultat numele de „Tawang”. „Ta” ar fi aici o formă prescurtată pentru „Tamdin” și „Wang” înseamnă „inițiere”.
Conform celei de a treia legende, un cal alb al prințului din Lhasa a rătăcit în regiunea locuită de poporul Monpa. Oamenii care au căutat calul l-au găsit păscând în locul actual al mănăstirii. Localnicii au venerat calul și locul unde a fost găsit și au revenit an de an. În cele din urmă, pentru a cinsti locul sacru, acolo s-ar fi construit mănăstirea.
Mai există și o a patra legendă, despre zeița pictată pe o thangka în mănăstire, Palden Lhamo. Această zeitate feminină este comparată cu zeița hindusă Kali. Ca și Kali, thangka lui Palden Lhamo este desenată cu negru, cu ochii în flăcări, îmbrăcată în fustă din piele de tigru, și cu o ghirlandă de cranii în jurul gâtului. Un disc lunar îi împodobește părul, similar cu cel văzut la Shiva. Ea este asociată și cu zeița Saraswati și Ma Tara. Legenda afirmă și că, în trecut, ea a trăit în Sri Lanka ca consoartă a unui rege-demon care practica sacrificiile umane. Cum ea nu era de acord cu această practică, a fugit din regat. În timp ce fugea, regele a tras în ea cu o săgeată, care a nimerit  catârul pe care îl călărea ea. Atunci când a scos săgeata, a lăsat o gaură în spatele catârului, și prin această gaură Palden Lhamo a putut vedea învățăturile lui Buddha.

## Istoria
Mănăstirea a fost fondată de către Merrick Lama Lodre Gyamsto în 1680-81 la porunca celui de al V-lea Dalai Lama, care era contemporan cu el. Când Merrick Lama s-a confruntat cu dificultăți la construirea mănăstirii în locația aleasă, la Tsosum, numele vechi al Tawangului, al V-lea Dalai Lama a emis directive ca oamenii din zonă să-l ajute. Pentru a fixa perimetrul Dzongului, Dalai Lama le-a dat și un ghem de ață, a cărui lungime urma să formeze limitele mănăstirii.
Înainte de dominația sectei budiste Gelug în Tawang, secta Nyingmapa, sau „Pălăria Neagră” era dominantă, și avea o poziție de hegemonie și o atitudine ostilă față de fondatorul ei, Merrick Lama. Această problemă a fost agravată de secta Drukpa din Bhutan, care era o subgrupare din secta Nyingmapa, și chiar a încercat să invadeze și să preia controlul asupra Tawangului. Prin urmare, la construcție, Tawang era o mănăstire fortificată, și locația ei strategică a fost aleasă și din punctul de vedere al apărării.

În 1844, mănăstirea Tawang a încheiat două înțelegeri cu Compania Indiilor de Est. Un acord semnat la 24 februarie se referea la renunțarea de către localnicii Monpas la dreptul lor asupra Karlapara Duar în schimbul unei taxe anuale (posa) de 5000 de rupii, și un altul, din data de 28 mai, îi obliga pe shardukpeni să respecte orice ordin al administrației britanice în India, în schimbul unei taxe anuale de 2526 de rupii și șapte ana. Oficialii din Tawang călătoreau aproape până la câmpiile din Assam pentru a strânge donații monahale. Conform lui Pandit Nain Singh care lucra la Studiul Trigonometric al Indiei, și care a vizitat mănăstirea în 1874-75, mănăstirea avea o formă parlamentară de administrare, cunoscută sub numele de Kato, din care făceau parte Lama cei mai importanți ai mănăstirii. Ea nu depindea de Dzonpan (șeful mănăstirii Tsona) și de guvernul din Lhasa, aspect susținut de G. A. Nevill, care a vizitat mănăstirea în 1924.

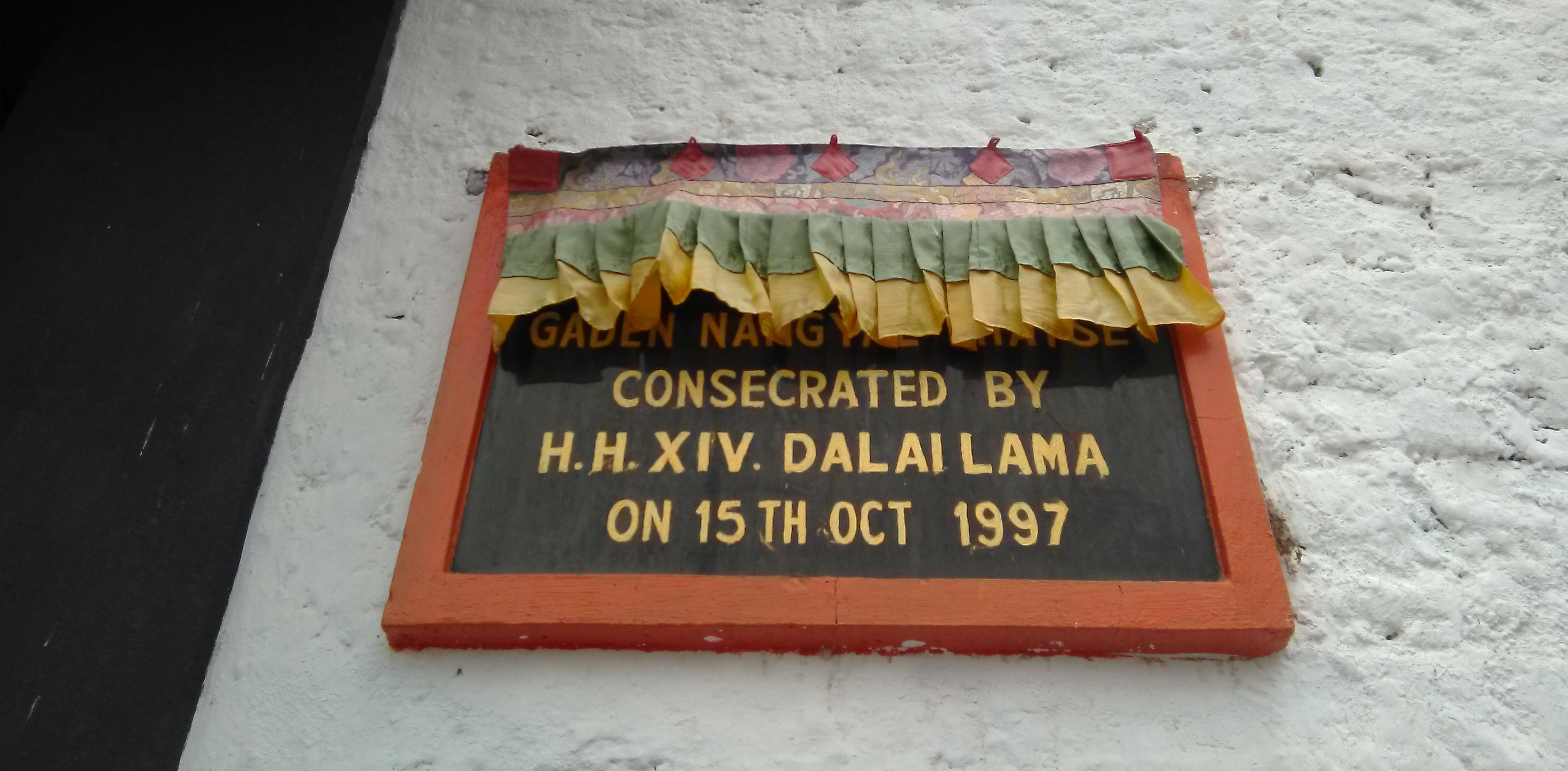
Mănăstirea a fost sfințită de către al XIV-lea Dalai Lama

Până în 1914, această regiune din India era sub controlul Tibetului. Cu toate acestea, conform acordului de la Simla din 1913-1914⁠(d), zona a intrat sub controlul Rajului Britanic. Tibetul a renunțat la câteva sute de kilometri pătrați din teritoriul său, inclusiv la întreaga regiune Tawang cu tot cu mănăstirea, în favoarea britanicilor. Acest teritoriu disputat a fost mărul discordiei pentru războiul sino-indian din 1962, atunci când China a invadat India pe 20 octombrie 1962, dinspre frontiera de nord-est, forțând armata indiană să se retragă. Ei au Tawangul, inclusiv mănăstirea, pentru șase luni, dar nu au profanat-o. China a susținut că Tawangul aparține Tibetului. Este una dintre puținele mănăstiri budiste tibetane care au rămas protejate de Revoluția Culturală a lui Mao, fără nicio daună. Înainte de acest război, în 1959, al XIV-lea Dalai Lama a fugit din Tibet și, după o călătorie dificilă, a trecut în India la 30 martie 1959, și a ajuns la Tawang, unde s-a adăpostit în mănăstire pentru câteva zile înainte de a merge mai departe la Tezpur⁠(d). 50 de ani mai târziu, în ciuda protestelor puternice ale Chinei, vizita lui Dalai Lama la 8 noiembrie 2009 la mănăstirea Tawang a fost un mare eveniment pentru oamenii din regiune, și starețul mănăstirii l-a întâmpinat cu mult fast și respect.
În 2006, mănăstirea avea 400 de călugări, iar în 2010 sunt informații că numărul lor ar fi fost de 450. Centrul de Conservare a Manuscriselor Tawang a fost înființat în mănăstire în august 2006, și întreține 200 de manuscrise, și 31 de manuscrise au fost tratate pentru conservare. În noiembrie 2010, mănăstirea a fost amenințată de riscul unor alunecări de teren, Times of India relatând „masive alunecări de teren în jurul ei”. Profesorul Dave Petley de la Universitatea Durham din Regatul Unit, un expert recunoscut în alunecări de teren scroa că „flancul nordic al sitului pare a consta dintr-o bucată de pământ desprinsă ... Motivele pentru acest lucru sunt clare – râul, care curge pe la sud, erodează capătul piciorului de munte, deoarece acesta se află pe exteriorul unui meandru. Pe termen lung, eroziunea capătului piciorului va trebui prevenită dacă se dorește conservarea sitului.”
Mănăstirea are controlează în prezent 17 gompa în districtul Kameng de Vest. Mănăstirea controlează administrativ și două dzonguri, fiecare condus de câte un călugăr; Dzongul Darana, construit în 1831 și Dzongul Sanglem, denumit și Gompa Talung, în sud-vestul districtului Kameng. Aceste dzonguri nu numai strâng taxe, ci și predică budismul localnicilor Monpas și sherdukpenilor din Kameng. Mănăstirea deține terenuri cultivabile în satele Soma și Nerguit și câteva loturi de pământ în alte sate, care sunt lucrate și cultivate de către fermieri, care împart recolta cu mănăstirea. În prezent, rezident șef al mănăstirii este încarnarea lui Gyalsy Rinpochey.

## Caracteristici

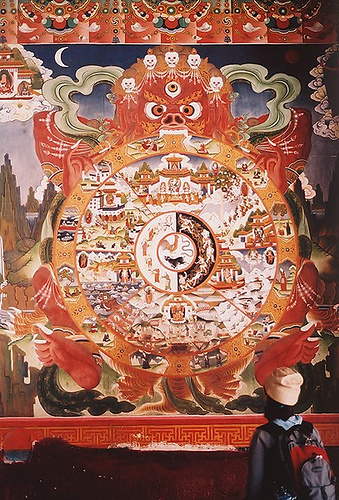
Mandala de la „Kakaling”, poarta de intrare în mănăstire

### Intrarea și pereții exteriori
La intrarea în mănăstire există o structură de poartă colorată, cunoscută drept Kakaling, care este construită în formă de colibă, cu pereți laterali construiți din zidărie de piatră. Acoperișul Kakalingului prezintă mandale, în timp ce pereții interiori au picturi murale cu divinități și sfinții. O pictură murală distinctivă, a noua pornind din colțul de sud-vest al peretelui sudic, reprezintă pe Ningmecahn, zeitate protectoare a religiei Bon, care este considerată zeitate protectoare a regiunii Tawang. Înainte de poarta principală a Kakalingului, la sud, este o altă intrare, o poartă deschisă.
Intrarea principală a mănăstirii, la sud de poarta deschisă, are uși masive montate pe peretele de nord. Acest perete exterior este de 282 m lungime, cu înălțimi ce variază aproximativ între 3–6 m. În afară de poarta principală, în partea de sud a mănăstirii este altă poartă de intrare, care are și ea o ușă masivă. Mai aproape de poartă, există două deschideri mici în perete, care oferă vedere completă spre exteriorul peretelui estic, care se conectează la Kakaling. Conform unei legende, al V-lea Dalai Lama ar fi dat un ghem de ață pentru a se măsura lungimea zidurilor care urmau să fie construite.

### Principalele clădiri
Mănăstirea, construită ca un conac mare, este triplu etajată, cu o mare sală de adunare, zece alte structuri funcționale și cu 65 de clădiri rezidențiale pentru discipoli, Lama și călugări. Mănăstirea are o școală și propria sa instalație de alimentare cu apă, și un centru de studii culturale budiste.
Parterul mănăstirii este locul unde se efectuează dansurile rituale. Zidurile mănăstirii au și ele o abundență de thangka⁠(d) ilustrând zei și sfinți budiști. Perdelele sunt suspendate peste balcon și sunt pictate cu simboluri budiste. În incinta mănăstirii există clădiri rezidențiale care pot găzdui aproximativ 700 de călugări, dar acum sunt ocupate doar de 450. Starețul mănăstirii locuiește într-o casă situată lângă poartă, în colțul de sud-est al mănăstirii.

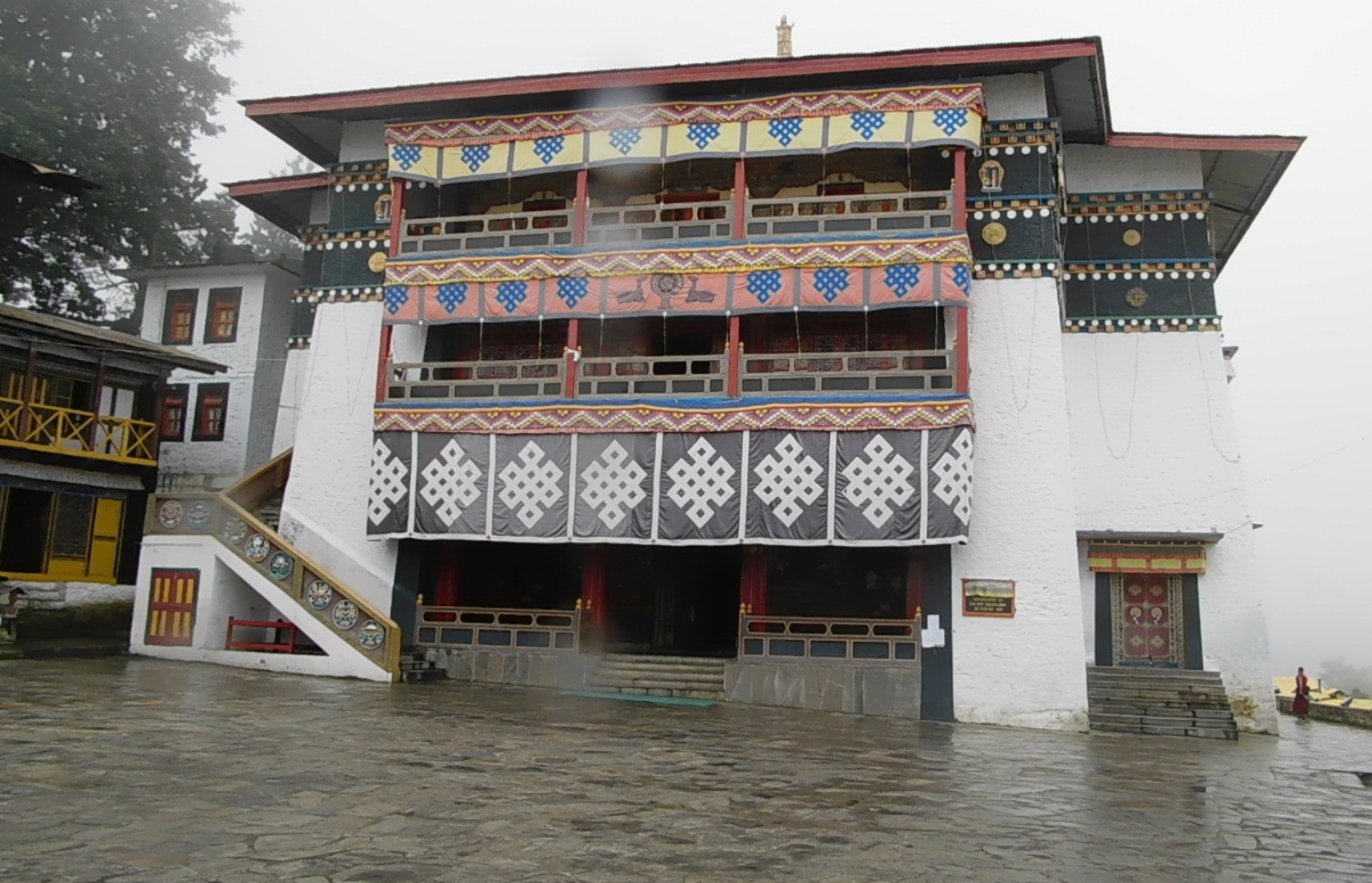
Prima clădire vizibilă a mănăstirii Tawang

O caracteristică notabilă a peretelui din fața ușii de la parter este o urmă de picior pe o lespede de piatră. Se spune că această urmă a aparținut unui rezident al mănăstirii, care era apar, cunoscut sub numele de Chitenpa. El a slujit mănăstirea o lungă perioadă de timp și, într-o zi, a anunțat că și-a terminat serviciul pentru mănăstire și a călcat cu piciorul stâng pe lespedea de piatră, lăsând acolo urma piciorului. Acest pas este venerat ca un miracol, având în vedere credința localnicilor ca o astfel de urmă pe o lespede de piatră ar putea fi creată doar de către o ființă divină, loială mănăstirii.

#### Templul principal (Dukhang)

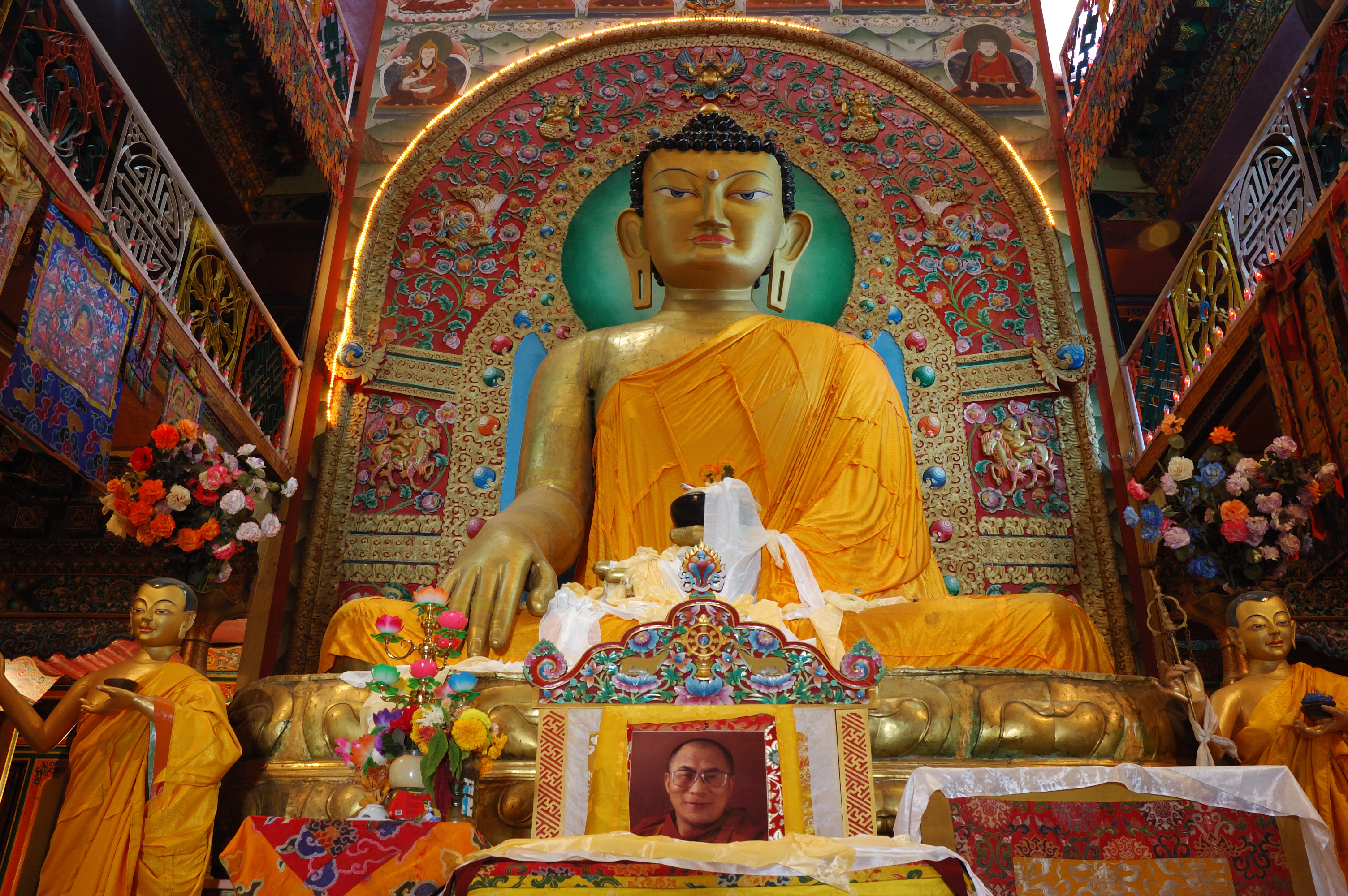
Imaginea lui Buddha în Dukhang.

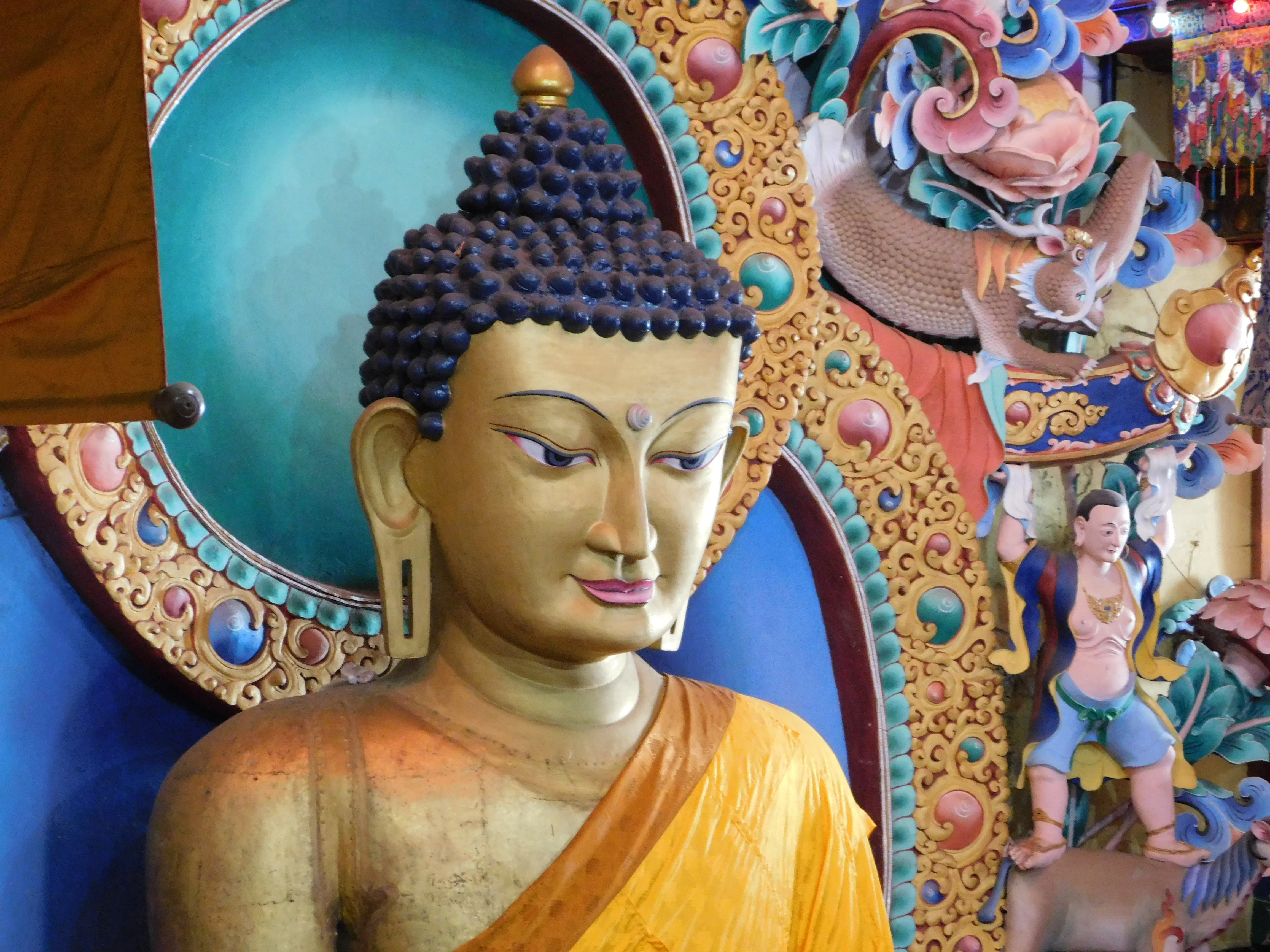
Vedere de aproape de imaginii lui Buddha

Templul principal al mănăstirii, la vest de poarta de intrare, este cunoscut ca Dukhang („Du” înseamnă „adunare” și „Khang” înseamnă „clădire”).
A fost construită în 1860-61. Este prezentă p imagine mare a lui Buddha, de 5,5 m înălțime, aurită și decorată, stând în poziția lotus. Această imagine este pe fața de nord a sălii de adunare și este instalată pe o platformă, capul ajungând până la primul etaj. Alături de imaginea lui Buddha este un cufăr de argint, cu o thangka specială a zeiței Sro Devi (Palden Lhamo), zeitatea protectoare mănăstirii. Se spune că a fost pictată cu sânge ieșit din nasul celui de al V-lea Dalai Lama, care ar face thanka să pară vie. Această ilustrație, cunoscută și sub numele de Dri Devi, a fost donată mănăstirii de al V-lea Dalai Lama. Templul principal era deteriorat și a fost renovat în 2002 în stil tradițional budist. A fost decorat cu picturi, picturi murale, sculpturi, inscripții și așa mai departe.

### Biblioteca și textele

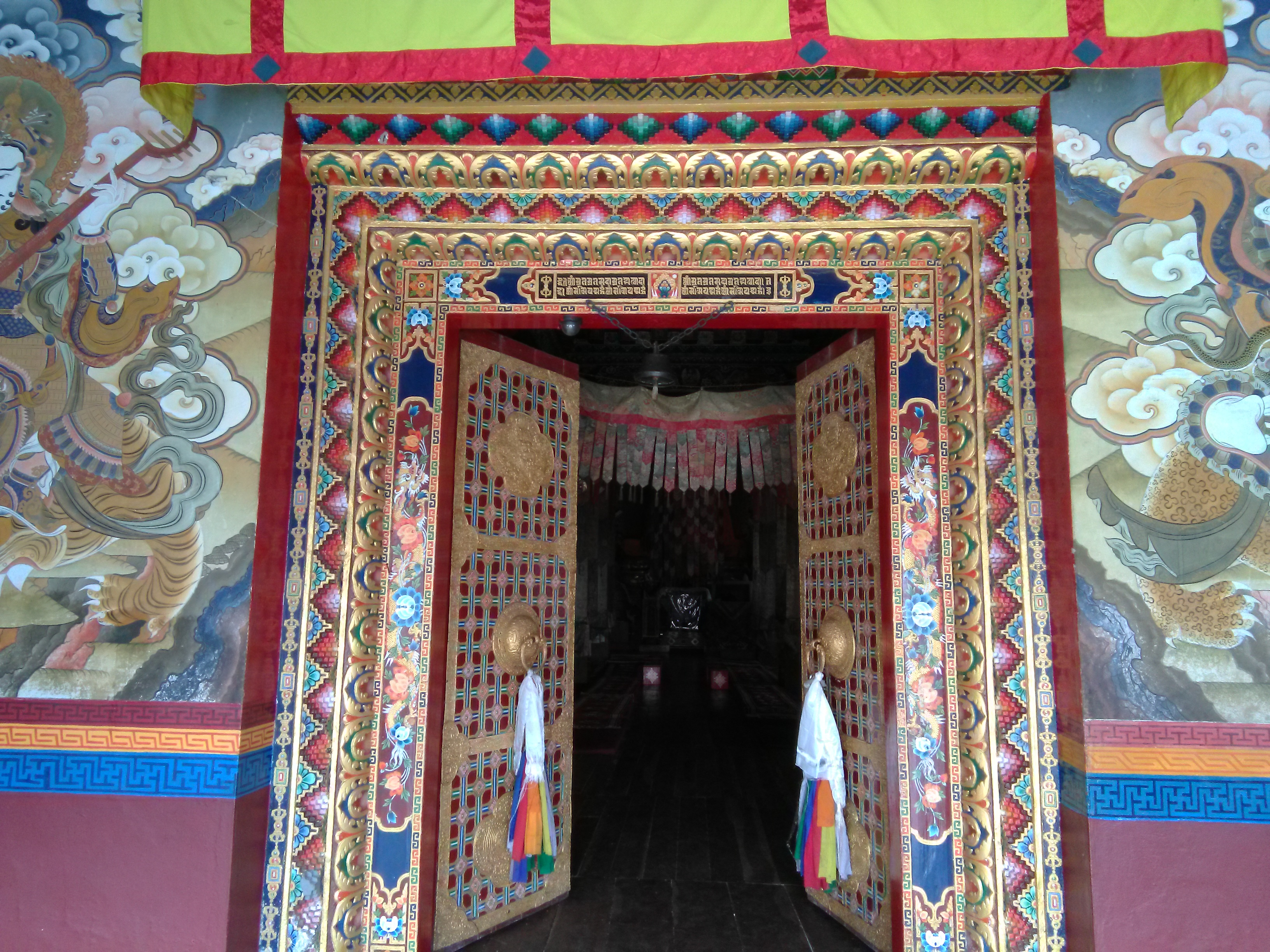
Intrarea principală a mănăstirii

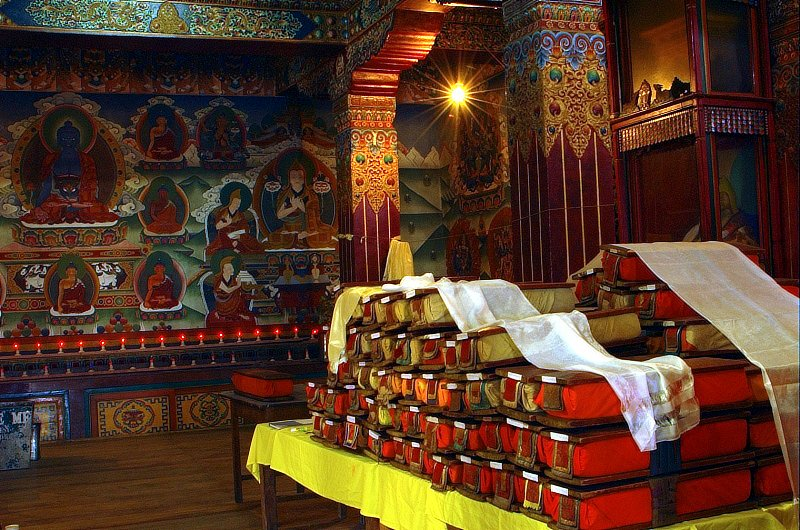
Textele sacre în sala bibliotecii mănăstirii

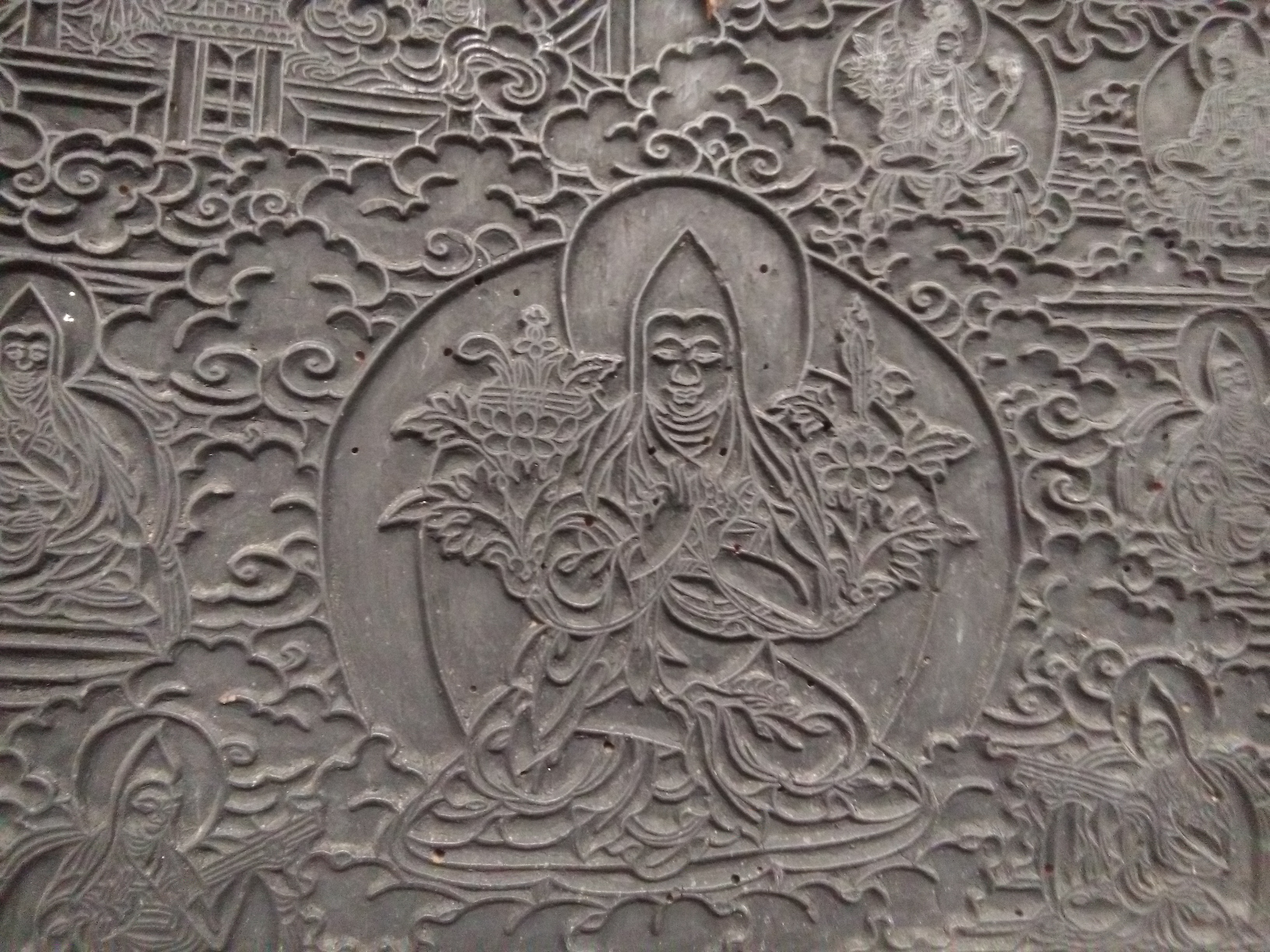
Din muzeul mănăstirii

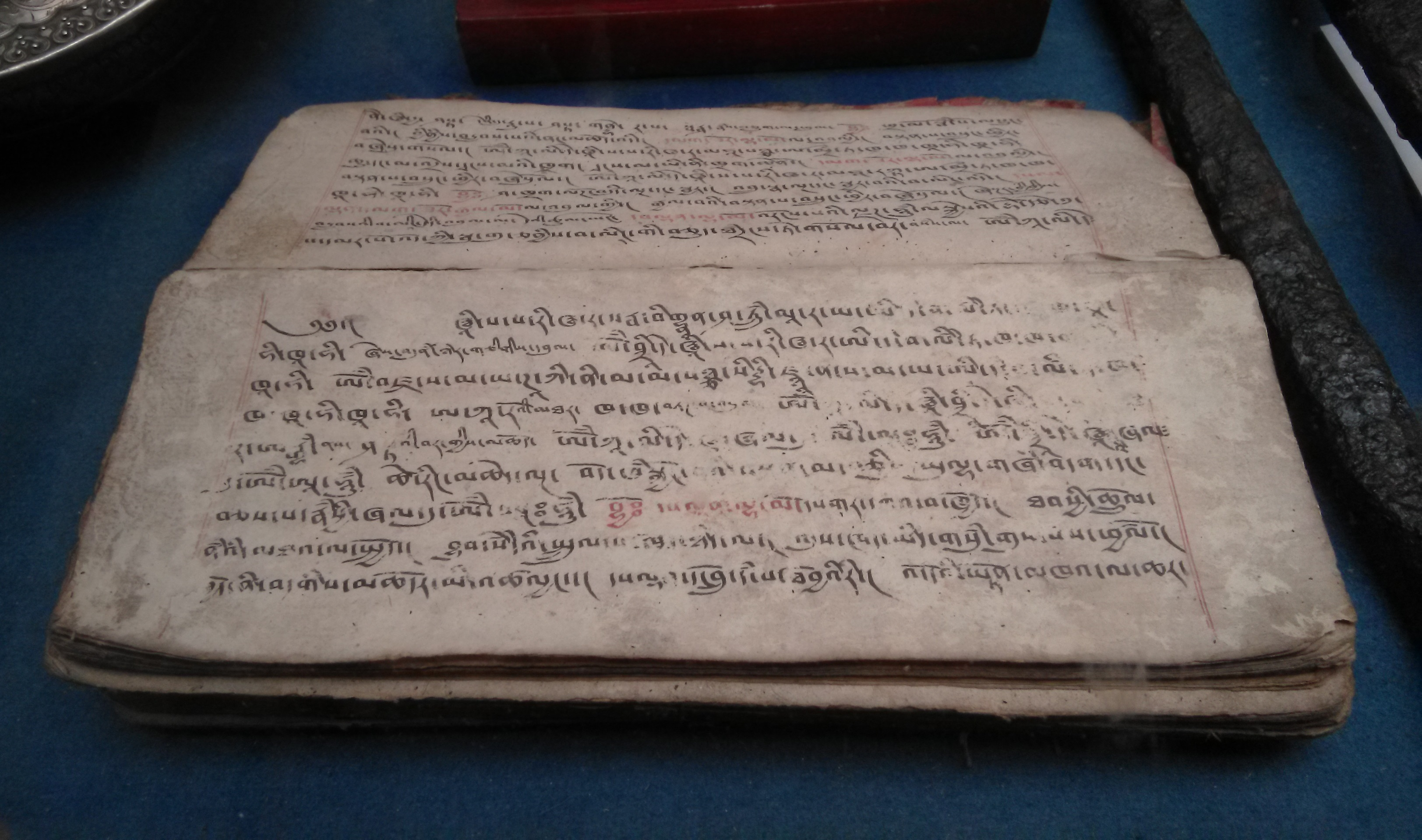
Vechi texte religioase sunt păstrate la muzeu

Mănăstirea are o tipografie pentru tipărirea de cărți religioase, folosind hârtie produsă local. La imprimare se folosesc blocuri de lemn. Cărțile sunt utilizate, de obicei, de Lama monpa, știutori de carte, care citesc din ele la ritualurile religioase.
Întregul etaj al doilea găzduiește biblioteca. Acesta conține scripturile Gyetengpa, Doduipa, Mamtha, kangyur⁠(d), tengyur⁠(d) și Zungdui, care au fost afectate de cauza atacurile insectelor. Colecția bibliotecii este formată din două tipărituri Tengyur (în 25 de volume), care sunt comentarii despre învățăturile budiste; trei seturi de Kangyur, versiunea tradusă a canoanelor învățăturilor budiste; și Chanjia Sangbhum în cinci volume. Dintre cele trei seturi de Kangyur, două sunt scrise de mână și unul este tipărit. Cele tipărite sunt în 101 volume. Una set scrisă de mână are 131 de volume și celălalt, 125; literele acestor 125 de cărți sunt spălate cu aur. Textul religios, Gyentongpa, are litere spălate în aur în toate paginile sale. La un moment dat, o parte din scripturile sfinte s-au pierdut și pentru aceasta au fost acuzați călugării de la mănăstirea Tsona care vizitau Tawangul iarna. În trecut, acești călugări ceruseră să li se dăruiască imaginea aurită a lui Buddha. Lama  de la mănăstirea Tawang nu au acceptat și, ca rezultat, Lama de la Tsona au refuzat să dea unele dintre textele sfinte și scrierile mănăstirii Tawang care se aflau la ei. Ei au luat și mai multe cărți în 1951.

## Obiceiuri și festivaluri
Poporul Monpa, care aparține sectei Gelug, constituie gruparea dominantă în regiunea Kameng. Mulți băieți Monpa au fost aleși să se alăture mănăstirii și au devenit Lama. Când tinerii se alătură mănăstirii pentru a învăța, ei fac din aceasta un angajament pe viață. Dacă un călugăr dorește să părăsească mănăstirea, el primește o pedeapsă grea. Potrivit unui obicei din trecut, dintr-o familie de trei fii, fiul mijlociu era recrutat în mănăstire și într-o familie de doi fii, fiul cel mai mic era primit în mănăstire.
Principalele festivaluri Monpa ținute la mănăstire sunt Choksar, Losar⁠(d), Ajilamu, și Torgya. Choksar este festivalul la care Lama recită scripturi religioase în mănăstiri. După cuvântările religioase, sătenii duc scripturile în spate și fac înconjurul ogoarelor, cerând binecuvântări pentru culturile agricole, ca acestea să dea recoltă bună, să nu fie infestate cu dăunători și să fie apărate de atacurile animalelor sălbatice. La festivalul Losar, care marchează începutul Anului Nou Tibetan, oamenii vizitează mănăstirea și fac rugăciuni. Torgya⁠(d), denumit și Tawang-Torgya, este un festival anual ținut exclusiv la mănăstire. Acesta este organizat în funcție de calendarul budist în zilele dintre 28 și 30 Dawachukchipa, ceea ce corespunde cu zilele între 10 și 12 ianuarie din calendarul gregorian, fiind o sărbătoare Monpa. Obiectivul principal al festivalului este de a alunga spiritele rele și de a aduce prosperitate și fericire oamenilor pe tot parcursul anului nou. În timpul celor trei zile de festival, în curte se efectuează dansurile artiștilor în costume și măști colorate, inclusiv Pha Chan și Losjker Chungiye, ultimul efectuat de către călugării de la mănăstire. Fiecare dans reprezintă un mit, iar costumele și măștile reprezintă forme de animale cum ar fi vaci, tigri, oi, maimuțe și așa mai departe.